# Halla
Halla (* 16. Mai 1945; † 19. Mai 1979) war eine Hessenstute. Mit Hans Günter Winkler im Sattel wurde Halla 1954 und 1955 Weltmeisterin, 1956 Doppelolympiasiegerin sowie 1960 nochmals Olympiasiegerin mit der Mannschaft.

## Leben
Halla wurde auf der von Gustav Vierling bewirtschafteten Staatsdomäne Oberfeld in Darmstadt geboren. Ihre Eltern waren Helene, ein französisches Beutepferd unbekannter Abstammung, und der Traberhengst Oberst.

## Beutepferd Helene
Im Zuge des Westfeldzugs fiel im Sommer 1940 den Angehörigen eines deutschen Artillerieregiments eine gesattelte, herrenlose Fuchs-Stute in die Hände. Sie wurde von einem Abteilungskommandeur übernommen, der sie im Gedenken an seine gefallene Stute Helene nannte. Nach dem Frankreichfeldzug wurde sie in Darmstadt ausgemustert und privat vom Kommandeur Oberst Hauck erworben. Hauck fiel 1941 in Russland und seine beiden Schwestern verkauften das Tier für 680 Reichsmark an Gustav Vierling. Es war der einzige Warmblüter auf der Domäne und da die vier Kinder Vierlings sich Reitpferde wünschten, sollten Fohlen geboren werden. Auf Vorschlag von Landstallmeister Denker wurde Helene mit dem bekannten Traberhengst Oberst verpaart. Sie überlebte den Luftangriff auf Darmstadt mit einer Brandwunde auf der Kruppe und gebar am 25. Mai 1944 das Fohlen Hexe. Am 16. Mai 1945 kam das zweite Fohlen zur Welt. Die 15-jährige Ursula schlug den Namen Hella vor, aber da auch eine der Cousinen so hieß, wurde der Name in Halla abgewandelt.

## Erste Jahre
Halla war zunächst ein Rennpferd. Wegen ihres großen Springvermögens wurde sie zum Hindernisrennpferd umtrainiert und schließlich vom Deutschen Olympia-Komitee für Reiterei entdeckt. Sie sollte in der Military eingesetzt werden, galt aber als sehr schwierig und wechselte mehrfach den Reiter. Trotz großen Talents blieb sie erfolglos. 1951 übernahm der aufstrebende Springreiter Hans Günter Winkler die Stute. Mit ihm gewann Halla dreimal Olympiagold und insgesamt 125 Springen.

## Olympische Spiele 1956
Zum Mythos wurde sie am 17. Juni 1956, als sie den schwer verletzten Hans Günter Winkler im entscheidenden Umlauf fehlerlos über den Olympiaparcours von Stockholm trug. Um die deutsche Mannschaft nicht aus der Wertung fallen zu lassen, ging Winkler trotz großer Schmerzen mit Halla in den zweiten Umlauf. Infolge schmerzstillender und betäubender Spritzen und Zäpfchen – Winkler selbst nennt in seinem Buch Morphium – war er derart benommen, dass er vor dem Start mit starkem Kaffee und durch Schütteln vor dem Einschlafen bewahrt werden musste. In diesem Zustand konnte Winkler Halla nur noch an die Hindernisse heranführen, ihr aber nicht mehr die üblichen Signale mit Schenkeldruck übermitteln. Winkler, der sich kaum im Sattel halten konnte, schrie über den Hindernissen vor Schmerzen auf und blieb als einziger Reiter fehlerfrei. Beim letzten Hindernis rief der Reporter Hans-Heinrich Isenbart begeistert den legendär gewordenen Satz: „Und Halla lacht, als wüsste sie, um was es geht.“ Damit hatten die deutschen Springreiter Gold in der Mannschaftswertung gewonnen und Winkler wurde Olympiasieger in der Einzelwertung trotz Verletzung.

## Erfolge
- Olympische Spiele
  - 1956 in Stockholm: Goldmedaille Mannschaft
  - 1956 in Stockholm: Goldmedaille Einzel
  - 1960 in Rom: Goldmedaille Mannschaft

- Weltmeisterschaft
  - 1954 in Madrid: Goldmedaille Einzel

- Europameisterschaft
  - 1958 in Aachen: Bronzemedaille Einzel

- Deutsche Meisterschaften
  - 1959 in Berlin: Deutscher Meister

## Ruhestand
Nach ihrer Verabschiedung aus dem Sport am 25. Oktober 1960 ging Halla in die Zucht und brachte acht Fohlen zur Welt, die jedoch nicht so erfolgreich wurden wie sie.
Halla verbrachte ihre letzten Jahre auf dem Gestüt Lindenhof bei Sassenberg-Füchtorf (Besitzer: Ehepaar Löwe, anschließend Familie Theodorescu).
Anfang 1979 kam Halla wieder nach Darmstadt zurück.
Am 19. Mai 1979 starb Halla im Alter von 34 Jahren in dem Stall auf dem Hofgut Oberfeld, in dem sie geboren wurde.
Hallas sterbliche Überreste wurden verbrannt.

## Ehrungen
In Warendorf, dem Sitz der Deutschen Reiterlichen Vereinigung (FN, für Fédération Équestre Nationale), wurde eine Straße nach ihr benannt, der Hallaweg. Ebenso erinnern vor der Warendorfer Sparkassenfiliale Bronze-Skulpturen an das berühmte Tier und seine Nachkommen. Auf der Emsstraße wurde die Straße der Olympiasieger, ein Walk of Fame, eingerichtet, der Olympiasiegen im Reitsport gewidmet ist. Auf gravierten Granitplatten werden die Namen der Reiter und Pferde aufgeführt. Der erste Stein ist dem Olympiasieg 1956 gewidmet.
Vor dem DOKR in Warendorf wurde eine lebensgroße Bronzeplastik aufgestellt, die an die „Wunderstute“ erinnern soll. Sie wurde 1978 von Hans Joachim Ihle gestaltet. Die Statue wurde 2016 zur Galafeier des 90. Geburtstag von Hans Günter Winkler nach Aachen auf das CHIO Gelände transportiert und anschließend wieder zurück.
Der Künstler Gunther Granget wurde beauftragt, für die Porzellanfabrik Hutschenreuther eine Porzellanfigur der Stute zu modellieren. Auch die Porzellanmanufaktur Meissen brachte eine Halla-Statue heraus, die vom Modelleur Jörg Danielczyk gestaltet wurde.
Zu Ehren der Stute sperrte die FN den Namen Halla, d. h., kein Turnierpferd darf auf den Namen Halla eingetragen werden.

## Philatelistisches
Mit dem Erstausgabetag 2. Mai 2019 gab die Deutsche Post AG eine Zuschlagbriefmarke in der Serie Für den Sport im Wert von 70 + 30 Eurocent heraus. Die Marke trägt den Text „Und Halla lacht, als wüsste sie, um was es geht“. Der zusätzliche Erlös vom Verkauf der Marke wird der Deutschen Sporthilfe zur Verfügung gestellt.

## Trivia
Im Film Ostwind wird Halla als Großmutter des titelgebenden Pferds Ostwind genannt. In der Folge auch Urgroßmutter des Fohlens „Ora“.